# ジャガー・X351
ジャガー・X351（Jaguar X351 ）は、イギリスの自動車メーカー、ジャガーが2010年より2019年まで販売したFセグメントに属する高級セダンである。同社のフラッグシップモデルであるXJの4代目にあたり、4代目の通称であるX351は同車の開発コードに由来する。

## 概要
2009年7月9日、イギリスの首都ロンドンに位置する現代美術専門美術館サーチ・ギャラリーにて世界初公開された。
XJとしては、2003年に発表されたX350以来となる6年ぶりのフルモデルチェンジで、同社のブランド・フィロソフィーである「Beautiful Fast Car -美しく、速いクルマ-」をコンセプトに開発されている。
2019年7月に生産を終了。

## メカニズム
ボディの99%をアルミ合金とし、溶接ではなく接着とリベットのみで組み立てられるジャガーの次世代アルミニウムボディ構造を初採用したことで先代XJより10%軽量化、同車のライバルとされる他のFセグメント車より約150kg軽量となった。なお、先代XJも接着・リベット構造を採用していたが、リベットの数は先代モデルより11%少ない2,800個となっている。加えてリサイクル原料を50%使用した軽量アルミニウム構造を実現したことでカーボンフットプリントを最小限に抑えることにも寄与している。
ショートホイールベース車とロングホイールベースの2種類が用意され、LWB車はホイールベースが125mmされて後席スペースが134mm延長、レッグスペースが1,121mmとなる。またLWB車には前席シートバックに格納式テーブルが装備される。
エンジンは当初は、5.0L V8のAJ-V8 Gen III型NAエンジンおよび同型のスーパーチャージャー付エンジンが用意され、欧州仕様向けには3.0L V6のAJ-V6D Gen III型ディーゼルツインターボエンジンも用意されていた。なお、スーパーチャージャー付V8エンジンには「ポートフォリオ」用の470PS仕様と「スーパースポーツ」用の510PS仕様が用意された。2013年モデルではダウンサイジングコンセプトが導入され、NAの5.0L V8に代わり、2.0L直4ターボと3.0LV6スーパーチャージャーが用意された。
トランスミッションには全車に先代に採用されたものをベースに改良されたZF製6HP28型6速ATが組み合わせられ、2代目XKやXFと同様に変速はダイヤル式の「ジャガードライブセレクター」で行われるほか、パドルシフトも装備される。
| 型式           | 種類                                   | 排気量  | 内径×行程 (mm) | 最高出力                      | 最大トルク                         | 0-96km/h |
| -------------- | -------------------------------------- | ------- | -------------- | ----------------------------- | ---------------------------------- | -------- |
| AJ-V6D Gen III | V型6気筒 DOHC ターボチャージャー       | 2,993cc | 84.0×90.0      | 202kW (275PS) /4,000rpm       | 600N·m (61.1kgf·m) /2,000rpm       | 6.0秒    |
| AJ-V8 Gen III  | V型8気筒 DOHC 自然吸気                 | 5,000cc | 92.5×93.0      | 283kW (385PS) /6,500rpm       | 515N·m (52.5kgf·m) /3,500rpm       | 5.4秒    |
| AJ-V8 Gen III  | V型8気筒 DOHC スーパーチャージャー     | 5,000cc | 92.5×93.0      | 346kW (470PS) /6,000-6,500rpm | 575N·m (58.6kgf·m) /2,000-5,000rpm | 4.6秒    |
| AJ-V8 Gen III  | V型8気筒 DOHC スーパーチャージャー     | 5,000cc | 92.5×93.0      | 375kW (510PS) /6,000-6,500rpm | 625N·m (63.7kgf·m) /2,500-5,500rpm | 4.7秒    |
| 204PT          | 水冷直列4気筒 DOHC ターボチャージャー  | 1,998cc | 87.5×83.1      | 177kW (240PS) /5,500rpm       | 340N·m /1,750rpm                   | 7.5秒    |
| 306PN          | 水冷V型6気筒 DOHC スーパーチャージャー | 2,994cc | 92.5×93.0      | 250kW (340PS) /6,500rpm       | 450N·m /2,500rpm                   | 5.9秒    |

## デザイン

### エクステリア
1968年に発表されたシリーズ1以来、歴代XJに採用されてきた丸型4灯ヘッドランプや「ロングノーズ・ロングデッキ」の伝統的なスタイリングはすべて刷新され、同社のデザイン・ディレクターを勤めるイアン・カラムの指揮の下、大胆かつ斬新なスリークデザインへと昇華された。なお、開発時にはその伝統的なスタイリングをモチーフとした案もあったが、初期段階で却下されたという。

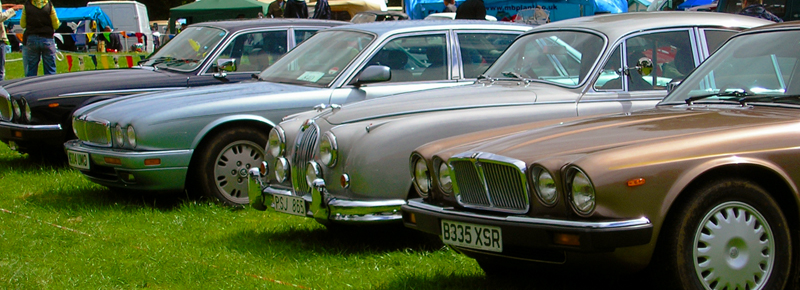
歴代XJとMk2（欧州仕様）

「ティアドロップ」型のサイドウインドウを中心に据えた特徴的なロングルーフプロポーションは、流れるようなシルエットと空気抵抗係数（Cd値）0.29の優れた空力性能を両立させ、また、新たに採用されたパノラミックサンルーフが車内の明るさやスペース感を劇的に高めているだけでなく、同社のサルーン史上最上級の室内空間も実現している。

### インテリア
シート、インストルメントパネル、ドアトップ、センターコンソール、アームレストといったインテリアの主要部位表面には、全てレザー張りが施され、クラフトマンシップを感じさせる丁寧なステッチで縫い合わされている。また、カラーテーマは14種類、オーナメントパネルは11種類、レザーカラーは10種類、レザーマテリアルは3種類それぞれ用意され、オーナーの嗜好に応じたオーダーメイド感覚の豊富な組み合わせを可能としている。
インストルメントパネルには、同社で初めて「Jaguar iTech」が採用され、従来の「フィジカルインストルメントクラスター」に代わる高解像度ディスプレイを用いた「バーチャルインストルメント」が計器盤に配されている。

## ラインナップ

### X351（日本仕様）一覧表
| 名称                                  | 販売期間                | 車両型式  | エンジン型式        | 新車価格   | 備考 |
| ------------------------------------- | ----------------------- | --------- | ------------------- | ---------- | --- |
| Luxury                                | 2010年5月15日-2011年9月 | CBA-J12LA | AJ-V8 Gen III 385PS | 1000.0万円 | 2009年8月17日、全国のジャガー正規販売店にて予約注文を開始。 2009年9月30日、日本上陸。報道機関向け発表会を同時開催。 2010年5月15日、全国のジャガー正規販売店にて販売を開始を予定していたが、アイスランドでの火山噴火の影響で一部機材の調達が遅れたため、6月19日に発売を延期した。 |
| Premium Luxury                        | 2010年5月15日-2011年9月 | CBA-J12LA | AJ-V8 Gen III 385PS | 1150.0万円 | 2009年8月17日、全国のジャガー正規販売店にて予約注文を開始。 2009年9月30日、日本上陸。報道機関向け発表会を同時開催。 2010年5月15日、全国のジャガー正規販売店にて販売を開始を予定していたが、アイスランドでの火山噴火の影響で一部機材の調達が遅れたため、6月19日に発売を延期した。 |
| Portfolio                             | 2010年5月15日-2011年9月 | CBA-J12LA | AJ-V8 Gen III 470PS | 1320.0万円 | 2009年8月17日、全国のジャガー正規販売店にて予約注文を開始。 2009年9月30日、日本上陸。報道機関向け発表会を同時開催。 2010年5月15日、全国のジャガー正規販売店にて販売を開始を予定していたが、アイスランドでの火山噴火の影響で一部機材の調達が遅れたため、6月19日に発売を延期した。 |
| Portfolio LWB                         | 2010年5月15日-2011年9月 | CBA-J24MA | AJ-V8 Gen III 470PS | 1600.0万円 | 2009年8月17日、全国のジャガー正規販売店にて予約注文を開始。 2009年9月30日、日本上陸。報道機関向け発表会を同時開催。 2010年5月15日、全国のジャガー正規販売店にて販売を開始を予定していたが、アイスランドでの火山噴火の影響で一部機材の調達が遅れたため、6月19日に発売を延期した。 |
| Supersport スタンダードホイールベース | 2010年5月15日-2011年9月 | CBA-J12MA | 508PS               | 1655.0万円 | 2009年8月17日、全国のジャガー正規販売店にて予約注文を開始。 2009年9月30日、日本上陸。報道機関向け発表会を同時開催。 2010年5月15日、全国のジャガー正規販売店にて販売を開始を予定していたが、アイスランドでの火山噴火の影響で一部機材の調達が遅れたため、6月19日に発売を延期した。 |
| Supersport ロングホイールベース       | 2010年5月15日-2011年9月 | CBA-J24MA | 508PS               | 1755.0万円 | 2009年8月17日、全国のジャガー正規販売店にて予約注文を開始。 2009年9月30日、日本上陸。報道機関向け発表会を同時開催。 2010年5月15日、全国のジャガー正規販売店にて販売を開始を予定していたが、アイスランドでの火山噴火の影響で一部機材の調達が遅れたため、6月19日に発売を延期した。 |

2012年モデルは2011年7月20日発表、9月発売。価格が10 - 60万円値上げされた。
| 名称                                  | 販売期間                     | 車両型式  | エンジン型式 | 新車価格   | 備考 |
| ------------------------------------- | ---------------------------- | --------- | ------------ | ---------- | --- |
| Luxury                                | 2012年12月11日-2013年9月23日 | CBA-J12PB | 204PT        | 900万円    | 2012年12月11日、マイナーチェンジ。 V6・3.0LとV8・5.0Lの自然吸気モデルを廃止。 V6・3.0Lスーパーチャージャー、直列4気筒・2.0Lターボおよび従来からのV8・5.0Lスーパーチャージャーの3種になった。 |
| Premium Luxury                        | 2012年12月11日-2013年9月23日 | CBA-J128B | 306PN        | 1090万円   | 2012年12月11日、マイナーチェンジ。 V6・3.0LとV8・5.0Lの自然吸気モデルを廃止。 V6・3.0Lスーパーチャージャー、直列4気筒・2.0Lターボおよび従来からのV8・5.0Lスーパーチャージャーの3種になった。 |
| Portfolio                             | 2012年12月11日-2013年9月23日 | CBA-J12B  | 306PN        | 1290.0万円 | 2012年12月11日、マイナーチェンジ。 V6・3.0LとV8・5.0Lの自然吸気モデルを廃止。 V6・3.0Lスーパーチャージャー、直列4気筒・2.0Lターボおよび従来からのV8・5.0Lスーパーチャージャーの3種になった。 |
| Supersport スタンダードホイールベース | 2012年12月11日-2013年9月23日 | CBA-J12MA | 508PS        | 1685.0万円 | 2012年12月11日、マイナーチェンジ。 V6・3.0LとV8・5.0Lの自然吸気モデルを廃止。 V6・3.0Lスーパーチャージャー、直列4気筒・2.0Lターボおよび従来からのV8・5.0Lスーパーチャージャーの3種になった。 |
| Supersport ロングホイールベース       | 2012年12月11日-2013年9月23日 | CBA-J24MA | 508PS        | 1825.0万円 | 2012年12月11日、マイナーチェンジ。 V6・3.0LとV8・5.0Lの自然吸気モデルを廃止。 V6・3.0Lスーパーチャージャー、直列4気筒・2.0Lターボおよび従来からのV8・5.0Lスーパーチャージャーの3種になった。 |

2014年モデルは2013年9月24日発表、受注開始。5.0スーパースポーツのショートホイールベース仕様がなくなり、代わって10月にV8・5.0L・550psエンジンを搭載する「XJR」が導入された。価格は1695万円。
2016年モデルは2015年11月4日受注開始。「XJオートバイオグラフィー ロングホイールベース」（2016万円）と「XJ 3.0ラグジュアリー」（1100万円）を追加。
2017年モデルは2016年9月16日受注開始。スポーツシートやリアスポイラーなどを装備した「Rスポーツ」（1404万円）を追加。
2018年モデルは2017年10月13日発表。「XJR575」（1887万円）を追加。V8・5.0Lスーパーチャージャーエンジンを575psまで強化したほか内外装に専用デザインを採用。直列4気筒2.0Lエンジンは廃止された。
2019年モデルは2018年9月21日発表。XJの誕生50周年を記念した2019年モデル限定グレード「XJ50」（1321万円）と、20台限定の特別仕様車「XJスポーツ&ラグジュアリー」（1258万円）を設定した。
2019年10月21日、XJR575をベースにした、X351型ジャガーXJ最後の特別仕様車「XJR575“V8”ファイナルエディション」を設定。20台限定で、1968万円という価格は初代の「XJシリーズ1」誕生年にちなむ。